# Pierre Marie Édouard Lamy de la Chapelle
Pierre Marie Édouard Lamy (1804 - 1886) fue un botánico y micólogo francés.

## Algunas publicaciones

### Libros
- 1860.  Essai mongraphique sur le châtaignier (Ensayo monográfico sobre las castañas)
- 1875.  Mousses et hépatiques du département de la Haute-Vienne. Ed. F.Savy. 54 pp.

- La abreviatura «Lamy» se emplea para indicar a Pierre Marie Édouard Lamy de la Chapelle como autoridad en la descripción y clasificación científica de los vegetales.[2]